# Steiractinia aspera
Steiractinia aspera là một loài thực vật có hoa trong họ Cúc. Loài này được Cuatrec. miêu tả khoa học đầu tiên năm 1945.